# ヴェリケ・ラシチェ
ヴェリケ・ラシチェ（スロベニア語: Velike Lašče, ドイツ語: Großlaschitz）は、スロベニアの市である。スロベニア人の詩人・作家フラン・レーウスティックの出身地である。